# Da zero a dieci
Da zero a dieci è un film del 2002 diretto dal cantante Luciano Ligabue, alla sua seconda esperienza registica dopo il successo di Radiofreccia.
Il film è stato presentato in una proiezione speciale della Settimana internazionale della critica al Festival di Cannes 2002.

## Trama
Baygon, Libero, Biccio e Giove sono quattro amici quasi quarantenni che vivono a Correggio e conducono una vita tranquilla. Durante l'estate del 2000 decidono di trascorrere un fine settimana a Rimini, giusto venti anni dopo quello bruscamente interrotto a causa della morte del più giovane della compagnia, Mirco, appena sedicenne, nell'attentato alla stazione di Bologna. Tutto, dalla camera di albergo alle compagne di avventura, viene programmato da Libero in ricordo di quella esperienza, con l'illusione di poter riafferrare le briglie di sentimenti ormai lontani.
Durante la vacanza Libero si preoccupa di organizzare i "compleanni", ovvero giornate dedicate alla realizzazione dei desideri e delle aspirazioni di ciascuno dei quattro: così Giove, aspirante musicista con la mania di chiedere a tutti di dare voti - da 0 a 10 - alle proprie vite, si ritrova a cantare l'unica canzone da lui scritta su un palco appositamente allestito; Baygon, goliardico quanto scarso latin lover, può trascorrere la notte con quattro prostitute; Biccio, medico omosessuale, può sfilare per la città su una carrozza in abiti da drag queen; Mirco ha la sua commemorazione nella sala tv della pensione presso la quale i quattro amici alloggiano.
Libero, la cui vita è segnata dalla dialisi, decide invece di partecipare ad una corsa clandestina a folle velocità sul circuito di Misano, in cui perde la vita.
Se Libero non tornerà affatto dal weekend, gli altri tre amici ne usciranno in qualche modo cambiati, e ognuno a modo suo avrà un momento di crescita: Biccio litiga col suo convivente, che lo caccia di casa; Baygon, nella sua camera, copre il poster gigante di Jim Morrison con cui dialogava fino ad allora; Giove, per tutto il film, a chi glielo chiedeva rispondeva che lui e sua moglie non hanno figli per scelta. Nel finale, vediamo sua moglie, ed è incinta.
La vicenda si svolge in quattro giorni, da giovedì a domenica. L'ultimo giorno, il 2 agosto 2000, cade il ventennale della morte di Mirco (ma nella realtà quella data era un mercoledì).

## Colonna sonora
- Blue Nile - Family Life
- Bo Diddley - I'm a man
- Bomfunk Mc's - Freestyler
- Counting Crows - Angels of the silences
- Freewheelers - Mother nature lady
- Jan & Dean - Surf city
- John Hiatt - Have a little faith in me
- John Lee Hooker - Rockin' chair
- John Lee Hooker - Tupelo
- Ligabue - Da zero a dieci suite
- Ligabue - Libera uscita (cantata da Cecco Signa)
- Ligabue - Questa è la mia vita
- The Who - Baba O'Riley
- Van Morrison and the Chieftains - Be thou my vision
- Village People - Ymca

## Riconoscimenti
- Ciak d'oro 2002: miglior colonna sonora a Luciano Ligabue[1]

## Rimandi interni
- Il secondo film di Ligabue ha un piccolo legame con il primo. Nell'incipit del film, si capisce che Giove è il fratello minore di Freccia, protagonista appunto di Radiofreccia. In realtà nel primo film non si era fatto nessun accenno al fratello minore di Freccia, che è solamente citato  col nome di Berto nel racconto Il girotondo di Freccia  nel libro Fuori e dentro il Borgo.
- Anche in questo film, come nel precedente, c'è un cameo dello stesso Ligabue che compare, insieme al produttore Domenico Procacci, vestito da suonatori di strada, nella parte finale del film.
- La band che suona con Giove è la stessa che fino al 2007 ha seguito Ligabue nei suoi concerti: Federico Poggipollini recita anche qualche battuta.
- Il film inizia presentando i protagonisti tramite delle fototessere. E sono sempre delle fototessere, quelle di Mirco, che vengono attaccate qua e là da Libero. Questa idea verrà usata anche per la copertina del successivo album di inediti dello stesso Ligabue, Nome e cognome.